# Amstrad NC100
Les Amstrad NC furent une série d'ordinateurs portables au format A4, basés sur un Z80, dans les années 1992-1993. Le NC100 avait 64 KB de RAM, l'éditeur de texte Protext, plusieurs applications PIM (agenda, contacts et journal), une calculatrice simple et un interpréteur BBC BASIC.
L'écran du NC100 comportait 80 caractères par colonne sur 8 lignes, sans rétroéclairage, ce qui permettait d'avoir une autonomie de 20 heures avec quatre piles standards AA. Il était équipé d'un port série RS232, un port parallèle pour connecter une imprimante, un port PC Card pour cartes 1 Mio afin d'augmenter la mémoire de l'ordinateur.

## Conception
Le NC100 a été conçu comme un ordinateur portable facile à utiliser, comme recommandé par Alan Sugar, fondateur d'Amstrad. 
L'interface user-friendly vient des applications incluses. Protext et les autres applications ont été conçues pour être utilisées par un novice en informatique, même si les utilisateurs plus expérimentés peuvent trouver et utiliser des fonctionnalités plus poussées.
Alan Sugar a écrit le premier chapitre du manuel utilisateur du NC100 pour montrer que même lui pouvait l'utiliser.
Le design incluait également une émulation de terminal et un logiciel de transfert de fichier Xmodem qui permettait au NC100 de communiquer via modem analogique.

## Autres versions
Une version améliorée, le Notebook NC200 est apparue à la fin 1993. Cette version était composée d'un écran rétroéclairé de 16 lignes de hauteur pour toujours 80 caractères de large. Le NC200 avait d'autre part un lecteur de disquette 3½ pouces permettant d'écrire des disques au format MS-DOS, 128 KB de RAM et d'autres logiciels, notamment 3 jeux ayant le même principe que Tetris et un tableur ayant les capacités d'une base de données rudimentaire.  Cependant, ces changements nécessitant plus de batteries, il fonctionnait avec 5 piles C. Le lecteur de disquette ne pouvait être utilisé qu'avec des batteries complètement chargées, donc seulement quelques heures après avoir mis des batteries neuves. Le rétroéclairage pouvait également être coupé pour économiser la batterie en pressant les touches Control et Caps Lock en même temps.
Une version intermédiaire, le NC150 a également été produit, disponible en Italie et en France, comportant les jeux du NC200.

## Variantes
Les licences du NC100 et du NC200 ont été cédées à la société NTS Computer Systems en Colombie-Britannique en tant que Dreamwriter 100 et Dreamwriter 200. Les ordinateurs étaient identiques sauf qu'ils ne contenaient que Protext et les applications PIM, donc sans BBC Basic ni les jeux ou le tableur. Le Dreamwriter 200 avait en outre un lecteur de disquette 1.44 MB, une amélioration par rapport au lecteur du NC200 de 720 KB.